# Telmatobius pefauri
Telmatobius pefauri là một loài ếch trong họ Leptodactylidae.
Nó được tìm thấy ở Chile và có thể cả Peru.
Môi trường sống tự nhiên của nó là các con sông. Loài này đang bị đe dọa do mất môi trường sống.